# سان فيليسيان (كيبك)
سان فيليسيان، كيبك (بالإنجليزية: Saint-Félicien) هي مدينة كندية تقع في مقاطعة كيبك. تبلغ مساحة هذه المدينة 363.5654 (كم²)، ويبلغ عدد سكانها 10477 نسمة حسب إحصاء سنة 2006 م، بينما كان يسكنها 10622 نسمة في سنة 2001 م. تحتل هذه المدينة المرتبة رقم 364 بين مدن كندا حسب عدد السكان والمرتبة رقم 90 في المقاطعة. النمو سكاني في هذه المدينة يقدر بـ(-1.4).

## أعلام
- فرانسوا جيرارد

## وصلات خارجية
- الأطلس الحكومي لكندا
- إحصاءات كندا مع ساعة تعداد السكان نسخة محفوظة 23 مارس 2008 على موقع واي باك مشين.